# José María García López
José María García López (Ávila, 1945) es un escritor español.

## Biografía
Licenciado en Filología Hispánica ha escrito principalmente novelas y poesía. 
Su novela El corazón de la piedra está ambientada en el siglo XVI, en los tiempos en los que el compositor Tomás Luis de Victoria era capellán del monasterio de las Descalzas Reales de Madrid y trata sobre su relación del compositor con sor Margarita, una archiduquesa, hija del emperador Maximiliano II de Habsburgo y de María de Austria, que había decidido ingresar en la clausura.

## Novelas
- La ronda del pecado mortal (Seix Barral, 1992)
- El baile de los mamelucos (Seix Barral, 2002)
- Infame turba (RD, 2006)
- El pájaro negro (Calambur, 2008)
- En la ciudad subterránea (Paréntesis, 2012)
- El corazón de la piedra (Nocturna, 2014)
- Pasolini o La noche de las luciérnagas (Nocturna, 2015)
- Las grullas de Hokkaido (La isla de Siltolá, 2018)
- Las tres muertes de Ingrid (Libros de la Herida, 2021)

## Poesía
- Sombra derretida (1988, premio de Poesía Erótica 1987)
- Memoria del olvido (Renacimiento, 1994, premio Rafael Alberti 1992)
- Serán ceniza (poesía 1988-2008), (2008)
- Por el oculto fuego (Libros del Aire, 2023)